# Edward O'Brien, XIV barone Inchiquin
Edward Donough O'Brien, XIV barone di Inchiquin (14 maggio 1839 – 9 aprile 1900), è stato un politico inglese, pari d'Irlanda, Chief of the Name degli O'Brien e Principe di Thomond nella nobiltà irlandese gaelica. Nel 1862, venne nominato Alto Sceriffo di Clare.

## Biografia
Nato come primogenito di Lucius O'Brien, XIII barone Inchiquin e di Mary Fitzgerald, prese il titolo paterno alla morte del genitore nel marzo del 1872, e venne poi nominato cavaliere dell'Ordine di San Patrizio il 5 agosto 1892.
Sposò in prime nozze Emily Holmes-á Court, figlia di William à Court-Holmes, II barone Heytesbury e con lei ebbe quattro figli: Geraldine Mary O'Brien (1863-?), Lucius William O'Brien, XV barone Inchiquin (1864-1929), Murrogh O'Brien (1866-1934) ed Edward Donough O'Brien (1867-1943).
Quindi si sposò con Ellen Harriet, figlia di Luke White, II barone Annaly, con la quale ebbe altri dieci figli. Una delle sue figlie, Beatrice, sposò Guglielmo Marconi, pioniere della radio.

## Ascendenza
|                                       |                    |                    | Genitori           |  |  | Nonni |  |  | Bisnonni                      |  |  | Trisnonni                    |  |
|                                       |                    |                    |                    |  |  |       |  |  | Lucius O'Brien, III baronetto |  |  | Edward O'Brien, II baronetto |  |
|                                       |                    |                    |                    |  |  |       |  |  | Lucius O'Brien, III baronetto |  |  | Edward O'Brien, II baronetto |  |
|                                       |                    | Mary Hickman       |                    |  |  |       |  |  | Lucius O'Brien, III baronetto |  |  |                              |  |
| Edward O'Brien, IV baronetto          |                    |                    |                    |  |  |       |  |  | Lucius O'Brien, III baronetto |  |  |                              |  |
|                                       |                    | Anne French        | Robert French      |  |  |       |  |  |                               |  |  |                              |  |
|                                       |                    | Anne French        | Robert French      |  |  |       |  |  |                               |  |  |                              |  |
|                                       |                    | Anne French        | Nichola Acheson    |  |  |       |  |  |                               |  |  |                              |  |
| Lucius O'Brien, XIII barone Inchiquin |                    | Anne French        |                    |  |  |       |  |  |                               |  |  |                              |  |
|                                       |                    | William Smith      | …                  |  |  |       |  |  |                               |  |  |                              |  |
|                                       |                    | William Smith      | …                  |  |  |       |  |  |                               |  |  |                              |  |
|                                       |                    | William Smith      | …                  |  |  |       |  |  |                               |  |  |                              |  |
| Charlotte Smith                       |                    | William Smith      |                    |  |  |       |  |  |                               |  |  |                              |  |
|                                       |                    | …                  | …                  |  |  |       |  |  |                               |  |  |                              |  |
|                                       |                    | …                  | …                  |  |  |       |  |  |                               |  |  |                              |  |
|                                       |                    | …                  | …                  |  |  |       |  |  |                               |  |  |                              |  |
| Edward O'Brien, XIV barone Inchiquin  |                    | …                  |                    |  |  |       |  |  |                               |  |  |                              |  |
|                                       | William FitzGerald | Francis FitzGerald |                    |  |  |       |  |  |                               |  |  |                              |  |
|                                       | William FitzGerald | Francis FitzGerald |                    |  |  |       |  |  |                               |  |  |                              |  |
|                                       | William FitzGerald | Elizabeth Comyn    |                    |  |  |       |  |  |                               |  |  |                              |  |
| William FitzGerald                    | William FitzGerald |                    |                    |  |  |       |  |  |                               |  |  |                              |  |
|                                       |                    | Anne Powell        | John Powell        |  |  |       |  |  |                               |  |  |                              |  |
|                                       |                    | Anne Powell        | John Powell        |  |  |       |  |  |                               |  |  |                              |  |
|                                       |                    | Anne Powell        | Martha Powell      |  |  |       |  |  |                               |  |  |                              |  |
| Mary FitzGerald                       |                    | Anne Powell        |                    |  |  |       |  |  |                               |  |  |                              |  |
|                                       |                    | Maurice FitzGerald | Garrett FitzGerald |  |  |       |  |  |                               |  |  |                              |  |
|                                       |                    | Maurice FitzGerald | Garrett FitzGerald |  |  |       |  |  |                               |  |  |                              |  |
|                                       |                    | Maurice FitzGerald | Juliana Kerin      |  |  |       |  |  |                               |  |  |                              |  |
| Julia Cecilia FitzGerald              |                    | Maurice FitzGerald |                    |  |  |       |  |  |                               |  |  |                              |  |
|                                       |                    | Margaretta         | …                  |  |  |       |  |  |                               |  |  |                              |  |
|                                       |                    | Margaretta         | …                  |  |  |       |  |  |                               |  |  |                              |  |
|                                       |                    | Margaretta         | …                  |  |  |       |  |  |                               |  |  |                              |  |
|                                       |                    | Margaretta         |                    |  |  |       |  |  |                               |  |  |                              |  |